# Copa Rio Branco
La Copa Rio Branco était un tournoi de football opposant l'équipe du Brésil de football à l'équipe d'Uruguay de football. Le tournoi fut joué de manière irrégulière entre 1931 et 1976. La formule variait également selon les années : la Copa Rio Branco était disputée soit sur un match, soit sous la forme d'un championnat. Il existait une compétition équivalente entre le Brésil et l'équipe d'Argentine de football : la Copa Roca. 

## Palmarès
| Année | Vainqueur         |
| ----- | ----------------- |
| 1931  | Brésil            |
| 1932  | Brésil            |
| 1940  | Uruguay           |
| 1946  | Uruguay           |
| 1947  | Brésil            |
| 1948  | Uruguay           |
| 1950  | Brésil            |
| 1967  | Brésil et Uruguay |
| 1968  | Brésil            |
| 1976  | Brésil            |

## Résultats détaillés

### 1931
- 6 septembre à Rio de Janeiro, Brésil-Uruguay : 2-0.

### 1932
- 4 décembre à Montevideo, Uruguay-Brésil : 1-2.

### 1940
- 24 mars à Rio de Janeiro, Brésil-Uruguay : 3-4.
- 31 mars à Rio de Janeiro, Brésil-Uruguay : 1-1.

### 1946
- 5 janvier à Montevideo, Uruguay-Brésil : 4-3.
- 9 janvier à Montevideo, Uruguay-Brésil : 1-1.

### 1947
- 29 mars à São Paulo, Brésil-Uruguay : 0-0.
- 1er avril à Rio de Janeiro, Brésil-Uruguay : 3-2.
- 4 avril à Montevideo, Uruguay-Brésil : 1-1.

### 1948
- 11 avril à Montevideo, Uruguay-Brésil : 4-2.

### 1950
- 6 mai à São Paulo, Brésil-Uruguay : 3-4.
- 14 mai à Rio de Janeiro, Brésil-Uruguay : 3-2.
- 18 mai à Rio de Janeiro, Brésil-Uruguay : 1-0.

### 1967
- 25 juin à Montevideo, Uruguay-Brésil : 0-0.
- 28 juin à Montevideo, Uruguay-Brésil : 2-2.
- 1er juillet à Montevideo, Uruguay-Brésil : 1-1.

### 1968
- 9 juin à São Paulo, Brésil-Uruguay : 2-0.
- 12 juin à Rio de Janeiro, Brésil-Uruguay : 4-0.

### 1976
- 25 février à Montevideo, Uruguay-Brésil : 1-2.
- 28 avril à Rio de Janeiro, Brésil-Uruguay : 2-1.